# Ataköy, Pınarhisar
Ataköy là một xã thuộc huyện Pınarhisar, tỉnh Kırklareli, Thổ Nhĩ Kỳ. Dân số thời điểm năm 2011 là 706 người.